# Elecciones estatales de Brandeburgo de 2014
El 14 de septiembre de 2014 se celebró una elección estatal en Brandeburgo (Alemania). El actual Ministro-Presidente, el socialdemócrata Dietmar Woidke, se postuló para la reelección y ganó. Estas elecciones se celebraron el mismo día que las elecciones estatales de Turingia. El SPD continuó con la coalición roja-roja con Die Linke.

## Antecedentes
Después de las elecciones estatales de Brandeburgo de 2009, que se habían llevado a cabo en paralelo a las elecciones federales, el SPD se había convertido en la primera fuerza, terminado la anterior coalición con la CDU y formando gobierno con Die Linke. El primer ministro elegido había sido nuevamente Matthias Platzeck.
El 28 de agosto de 2013 Platzeck renunció al cargo de primer ministro. Su sucesor fue el ministro del Interior Dietmar Woidke. Antes de las elecciones, este anunció que le gustaría continuar la coalición con La Izquierda.

## Partidos participantes
Pudieron participar en la elección los partidos, asociaciones políticas y asociaciones electorales que habían participado en la última elección estatal o en las últimas elecciones federales en Brandeburgo o que hubieran realizado su inscripción hasta el 18 de junio de 2014.
La única asociación electoral (es decir, sin el estatus oficial de partido) que se inscribió fue la Asamblea Nacional de Alemania (Deutsche Nationalversammlung, DNV), pero su solicitud fue rechazada al no tener todos los documentos necesarios para su aprobación en el tiempo requerido. 
Los partidos políticos u organizaciones políticas, que no estaban representadas en el Parlamento tuvieron que presentar 2000 firmas de apoyo para la aprobación de su lista. Para las candidaturas directas, 100 firmas por circunscripción fueron necesarias. Todas las candidaturas y listas debieron ser presentadas antes del 28 de julio. Participaron los siguientes partidos:
| Sigla | Sigla              | Partido                                                | Candidato(a)          | Miembros en el estado |
| ----- | ------------------ | ------------------------------------------------------ | --------------------- | --------------------- |
|       | LINKE              | Die Linke                                              | Christian Görke       | 7171                  |
|       | CDU                | Christlich Demokratische Union Deutschlands            | Michael Schierack     | 6390                  |
|       | SPD                | Sozialdemokratische Partei Deutschlands                | Dietmar Woidke        | 6300                  |
|       | FDP                | Freie Demokratische Partei                             | Andreas Büttner       | 1300                  |
|       | GRÜNE              | Bündnis 90/Die Grünen                                  | Ursula Nonnemacher    | 669                   |
|       | NPD                | Nationaldemokratische Partei Deutschlands              | Klaus Beier           | 300                   |
|       | BVB / FREIE WÄHLER | Brandenburger Vereinigte Bürgerbewegungen/Freie Wähler | Christoph Schulze     | 680                   |
|       | REP                | Die Republikaner                                       | Heiko Müller          | s/i                   |
|       | DKP                | Deutsche Kommunistische Partei                         | Mario Berrios Miranda | 112                   |
|       | AfD                | Alternative für Deutschland                            | Alexander Gauland     | 530                   |
|       | PIRATEN            | Piratenpartei Deutschland                              | Nadine Heckendorn     | 970                   |

## Encuestas

### Partidos
| Realizador de la encuesta | Fecha           |        | Linke  |        |       |       |       | Piraten |       | Otros |
| ------------------------- | --------------- | ------ | ------ | ------ | ----- | ----- | ----- | ------- | ----- | ----- |
| Forschungsgruppe Wahlen   | 11.09.2014      | 32,5 % | 20 %   | 24 %   | –     | 5,5 % | –     | –       | 9,5 % | 8,5 % |
| Infratest dimap           | 04.09.2014      | 31 %   | 22 %   | 24 %   | 2 %   | 6 %   | –     | –       | 9 %   | 6 %   |
| Forschungsgruppe Wahlen   | 04.09.2014      | 33 %   | 21 %   | 25 %   | –     | 6 %   | –     | –       | 8 %   | 7 %   |
| Infratest dimap           | 27.08.2014      | 33 %   | 21 %   | 27 %   | 2 %   | 5 %   | –     | –       | 6 %   | 6 %   |
| Forsa                     | 23.08.2014      | 34 %   | 22 %   | 23 %   | 3 %   | 6 %   | –     | –       | 6 %   | 6 %   |
| INSA                      | 08.08.2014      | 34 %   | 22 %   | 25 %   | 3 %   | 5 %   | –     | –       | 5 %   | 6 %   |
| Infratest dimap           | 04.06.2014      | 30 %   | 23 %   | 28 %   | 2 %   | 6 %   | –     | –       | 6 %   | 5 %   |
| Emnid                     | 14.03.2014      | 32 %   | 25 %   | 24 %   | 3 %   | 6 %   | 2 %   | 2 %     | 5 %   | n. a. |
| Forsa                     | 05.01.2014      | 34 %   | 25 %   | 23 %   | 4 %   | 5 %   | –     | –       | 4 %   | 5 %   |
| Infratest dimap           | 04.12.2013      | 32 %   | 22 %   | 30 %   | 2 %   | 6 %   | –     | –       | 3 %   | 5 %   |
| Infratest dimap           | 28.08.2013      | 33 %   | 20 %   | 30 %   | 3 %   | 6 %   | –     | –       | 3 %   | 5 %   |
| GMS                       | 26.08.2012      | 35 %   | 20 %   | 27 %   | 3 %   | 10 %  | –     | –       | –     | 5 %   |
| Infratest dimap           | 29.05.2013      | 35 %   | 21 %   | 27 %   | 2 %   | 9 %   | –     | –       | –     | 6 %   |
| TNS Emnid                 | 26.02.2013      | 36 %   | 22 %   | 23 %   | 3 %   | 8 %   | 2 %   | 4 %     | –     | 2 %   |
| Forsa                     | 02.01.2013      | 36 %   | 24 %   | 22 %   | 3 %   | 7 %   | –     | 2 %     | –     | 6 %   |
| Infratest dimap           | 20.09.2012      | 39 %   | 22 %   | 23 %   | 2 %   | 7 %   | –     | 4 %     | –     | 3 %   |
| Resultados 2009           | Resultados 2009 | 33,0 % | 27,2 % | 19,8 % | 7,2 % | 5,7 % | 2,6 % | –       | –     | 4,5 % |

### Candidatos
Cuando se les preguntó por quién votarían directamente para Ministro Presidente de Brandenburgo, los encuestados respondieron de la siguiente manera:
| Encuestador             | Fecha      | Dietmar Woidke (SPD) | Michael Schierack (CDU) | Christian Görke (Linke) | ninguno de los anteriores/ otro/no sabe |
| ----------------------- | ---------- | -------------------- | ----------------------- | ----------------------- | --------------------------------------- |
|                         |            |                      |                         |                         |                                         |
| Forschungsgruppe Wahlen | 14.09.2014 | 55 % 55 %            | 15 % –                  | – 9 %                   | 30 % 36 %                               |
| Infratest dimap         | 14.09.2014 | 66 %                 | 16 %                    | –                       | 18 %                                    |
| Forschungsgruppe Wahlen | 11.09.2014 | 58 % 60 %            | 18 % –                  | – 10 %                  | 24 % 30 %                               |
| Forschungsgruppe Wahlen | 04.09.2014 | 59 % 59 %            | 12 % –                  | – 8 %                   | 29 % 33 %                               |
| Infratest dimap         | 04.09.2014 | 47 %                 | 9 %                     | 9 %                     | 35 %                                    |
| Infratest dimap         | 04.12.2013 | 55 %                 | 7 %                     | 6 %                     | 32 %                                    |

## Resultados
| Partido                                                                                | Primer voto (Erststimme) | Primer voto (Erststimme) | Mand. directos | Segundo voto (Zweitstimme) | Segundo voto (Zweitstimme) | Escaños | +/–   |
| Partido                                                                                | Votos                    | %                        | Mand. directos | Votos                      | %                          | Escaños | +/–   |
| -------------------------------------------------------------------------------------- | ------------------------ | ------------------------ | -------------- | -------------------------- | -------------------------- | ------- | ----- |
| Partido Socialdemócrata de Alemania                                                    | 307,987                  | 31.3                     | 29             | 315,202                    | 31.9                       | 30      | –1    |
| Union Demócrata Cristiana                                                              | 246,682                  | 25.1                     | 10             | 226,835                    | 23.0                       | 21      | +2    |
| La Izquierda                                                                           | 202,364                  | 20.6                     | 4              | 183,178                    | 18.6                       | 17      | –9    |
| Alternativa para Alemania                                                              | 88,330                   | 9.0                      | 0              | 120,077                    | 12.2                       | 11      | Nuevo |
| Alianza 90/Los Verdes                                                                  | 56,725                   | 5.8                      | 0              | 60,767                     | 6.2                        | 6       | +1    |
| Movimientos Cívicos Unidos de Brandeburgo/Votantes Libres                              | 49,854                   | 5.1                      | 1              | 26,317                     | 2.7                        | 3       | +3    |
| Partido Nacionaldemócrata de Alemania                                                  | 9,634                    | 1.0                      | 0              | 21,605                     | 2.2                        | 0       | 0     |
| Partido Pirata de Alemania                                                             | 6,201                    | 0.6                      | 0              | 14,595                     | 1.5                        | 0       | Nuevo |
| Partido Democrático Liberal                                                            | 13,549                   | 1.4                      | 0              | 14,376                     | 1.5                        | 0       | –7    |
| Partido Comunista Alemán                                                               | –                        | –                        | 0              | 2,345                      | 0.2                        | 0       | 0     |
| Die Republikaner                                                                       | –                        | –                        | 0              | 2,024                      | 0.2                        | 0       | 0     |
| Die PARTEI                                                                             | 1,726                    | 0.2                      | 0              | –                          | –                          | 0       | Nuevo |
| Independientes                                                                         | 724                      | 0.1                      | 0              | –                          | –                          | 0       | 0     |
| Votos nulos o blancos                                                                  | 19,052                   | –                        | −              | 15,432                     | –                          | –       | –     |
| Total                                                                                  | 1,002,753                | 100                      | 44             | 1,002,753                  | 100                        | 88      | 0     |
| Votantes inscritos/participación                                                       | 2,094,458                | 47.9                     | −              | 2,094,458                  | 47.9                       | –       | –     |
| Fuente: Gobierno de Brandeburgo Archivado el 13 de febrero de 2017 en Wayback Machine. |                          |                          |                |                            |                            |         |       |

## Formación de gobierno
La coalición SPD/Linke continuó, esta vez con una mayoría de 47 escaños en el Landtag. El 5 de diciembre de 2014, Woidke fue reelegido como ministro-presidente del estado con 47 votos a favor, 40 en contra y una abstención. Britta Stark se convirtió en la nueva presidenta del Landtag.